# جنگنده گونه ۹۱
ناکاجیما مدل ۹۱ نیروی زمینی (به ژاپنی: 九一式戦闘機) یک هواگرد جنگنده تک‌باله بال‌چتری تک‌موتوره تک‌سرنشین ساخت شرکت ناکاجیما در امپراتوری ژاپن در دهه ۱۹۳۰ میلادی بود. این هواگرد در سال ۱۹۳۱ رسماً معرفی و ۴۲۰ فروند از آن بین سال‌های ۱۹۳۱ و ۱۹۳۴ تولید شد.

## طراحی و توسعه
این هواگرد بنا به درخواست سال ۱۹۲۷ نیروی زمینی امپراتوری ژاپن در نخستین رقابت آزاد جهت انتخاب یک جنگنده ساخت ژاپن، به صورت دم‌چرخ و با ارابه فرود ثابت و شاسی یک‌پارچه در رقابت با شرکت‌های دیگر همچون میتسوبیشی و کاوازاکی با همیاری مهندسان فرانسوی طراحی شد. این مدل نسبت به نمونه‌های پیشین دارای بال‌های کوچک‌تر، مخزن سوخت تغییر مکان یافته، ستون‌هایی برای نگهداری بال چتری، محافظ حلقه ای شکل موتور و طراحی جدیدی در بخش دم و ارابه فرود بود.

## تاریخچه عملیاتی
نیروی زمینی امپراتوری ژاپن پس از موفقیت هواگرد جدید در آزمایش‌ها آن را تحت عنوان ناکاجیما مدل ۹۱ نیروی زمینی (به جهت سال ۲۵۹۱ در تقویم ژاپنی) سفارش داد که نخستین فروند از آن سال ۱۹۳۱ تحویل داده شد. البته با توجه به بروز مشکلاتی در هدایت‌پذیری و نقطه سقل هواگرد، ورود آن به خدمت در نیروی زمینی با مقداری تأخیر مواجه گشت. از این هواگرد پس از سال ۱۹۳۲ به عنوان جنگنده اصلی نیروی زمینی امپراتوری ژاپن استفاده شد.
با پدیداری مدل جدیدتر کاوازاکی مدل ۹۵ نیروی زمینی در محدوده سال‌های ۱۹۳۶ و ۱۹۳۷ مدل ۹۱ کنار نهاده شد.
این هواگرد در سال ۱۹۳۲ در قالب ۴ اسکادران نخستین نبرد خود در نخستین جنگ ژاپن و چین تجربه کرد.
۱۲ فروند از مدل ۹۱ به جمهوری چین فروخته شد که با آغاز جنگ بین دو کشور علیه خود ژاپنی‌ها به کار گرفته شد.

## مشخصات فنی
مشخصات عمومی
- خدمه: ۱ نفر
- طول: ۷٫۲۶ متر
- طول بال: ۱۱ متر
- ارتفاع: ۲٫۷۹ متر
- مساحت بال: ۲۰ متر مربع
- وزن خالی: ۱۰۷۵ کیلوگرم
- وزن بارگزاری‌شده: ۱۵۳۰ کیلوگرم
- نیرومحرکه: یک موتور شعاعی ۹ سیلندر بریستول ژوپیتر ۷ خنک‌شونده با هوا: ۵۲۰ اسب بخار
- پروانه: ملخ دو تیغه چوبی[۳]

عملکرد
- حداکثر سرعت: ۳۰۰ کیلومتر بر ساعت
- پایاسیر: ۲۶۸ کیلومتر بر ساعت
- برد: ۵۰۰ کیلومتر[۲]
- حداکثر ارتفاع: ۹۰۰۰ متر
- سرعت صعود: ۳۰۰۰ متری در یک دقیقه،[۳] ۹۸۴۵ متری در ۴ دقیقه

تسلیحات
- ۲ × مسلسل ثابت با کالیبر ۷٫۷ میلی‌متر، ۵۰۰ فشنگ برای هر مسلسل[۳]